# Йоганн Казимир (пфальцграф Лаутерна)
Йоганн Казимир Пфальц-Зіммернський (нім. ohann Kasimir von Pfalz-Simmern; 7 березня 1543 — 16 січня 1592) — пфальцграф Лаутерна, регент (адміністратор) курфюрства Пфальц.

## Життєпис

### Пфальцграф
Походив з Рейнських Віттельсбахів, Зіммернської гілки. Третій син Фрідріха, пфальцграфа Зіммерна, та Марії Бранденбург-Кульмбаської. Народився 1543 року в Зіммерні. З дитинства виховувався в лютеранській вірі. 1559 року батько успадкував курфюрство Пфальц й родина перебралася до Гайдельберга. Навчався в університетах Парижа і Нансі.
1559 року отримав пфальцграфство Лаутерн (місто Кайзерслаутерн з округою). 1561 року разом з батьком навернувся до кальвінізму, ставши його палким прихильником. У 1567 році очолював війська, що допомагали гугенотам у Франції. 1568 року знову виступив у французькі межі, проте нестачу коштів
1570 року пошлюбив доньку Августа, курфюрста Саксонії. У 1575 році знову рушив на допомогу гугенотам, у битві біля Домрансе зазнав поразки від французьких католиків на чолі із Генріхом де Гізом. З невеликим загоном відступив за межі Франції. 1576 року повернувся до Пфальцу. Того ж року після смерті батька курфюрстом став старший брат Людвіг VI, який запровадив у Пфальці лютеранство.
1577 року відмовився підписати лютеранську Формулу злагоди. 1578 року у своєму місті Нойштадт заснував кальвіністський колегіум Казиміріум, куди перебралися вчені-кальвіністи з Гайдельберзького університету. Того ж року виступив на допомогу кальвіністам Нідерландів, проте без успіху.

### Регент
1583 року долучився до Кельнської війни на боці курфюрста-архієпископа Кельна Гебхард Трухзеса фон Вальдбурга, який перейшов у лютеранство й намагався перетворити Кельнське архієпископство на світську державу. Того ж року після смерті брата за малолітства небожа Фрідріха IV став регентом (адміністратором) курфюрства Пфальц. Сприяв поверненню курфюрства до кальвінізму (спочатку зрівняв його з лютеранством), а молодого курфюрста навернув до цієї конфесії. 1585 року видав указ про повернення до Гайдельберзького катехизису, яким встановив повне панування кальвінізму. Також Гайдельберзький університет знову став кальвіністським.
У 1589 році Йоганн Казимир заарештував дружину та помістив під домашній арешт, звинувативши її в шлюбній невірності та змові проти нього. 1591 року було збудовано велику бочку для вина (відома як Гайдельберзька бочка). Помер 1592 року.

## Родина
Дружина — Єлизавета, дочка Августа, курфюрста Саксонії.
Діти:
- син (1573)
- Марія (1576—1577)
- Єлизавета (1578—1580)
- Доротея (1581—1631), дружина Йоганна Георга I Асканія, князя Ангальт-Дессау
- дочка (1584)
- дочка (1585)